# Daniel Friedrich Sotzmann

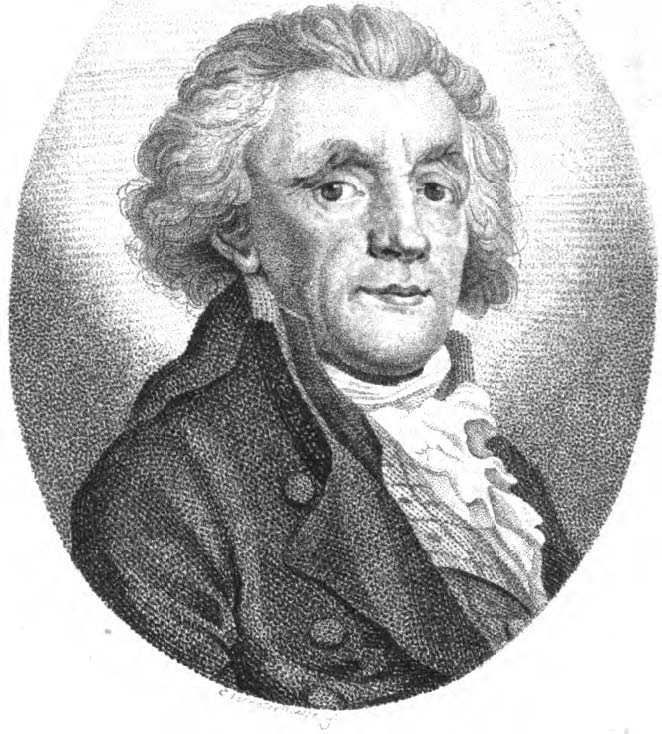
Daniel F. Sotzmann als Mittvierziger

Daniel Friedrich Sotzmann (* 13. April 1754 in Spandau; † 3. August 1840 in Berlin) war ein deutscher Geodät und Kartograph. Er wird als Hauptinitiator der gewerblichen Kartographie in Berlin angesehen.

## Leben
Daniel F. Sotzmann, als Sohn eines Spandauer Zinngießers aus einer Handwerkerfamilie stammend, erhielt 1770 auf eigene Initiative Unterricht im Ingenieurwesen bei dem in der Spandauer Zitadelle inhaftierten Ing.-Hauptmann Materne. 1771 soll er autodidaktisch eine Tätigkeit als Feldmesser ausgeübt haben. Ab 1772 oder 1773 fand er Anstellung als kartographischer Zeichner unter der Leitung von Carl Ludwig Oesfeld (1741–1804) und fertigte in dieser Zeit fünf Handzeichnungen brandenburgischer Regionen und Kreise. Bis 1778 war er Zivil-Kondukteur bei der Kgl. Immediat-Bau-Kommission in Potsdam („sehr geschickter Zeichner“ bei Baumeister Carl von Gontard); er fing an, sich mit der Geographie zu beschäftigen.
Mit 24 Jahren wird er 1778 als Ministerialbeamter nach Berlin berufen, als „Geheimer expedierender Sekretär und Architekt“ bei der General-Tabaks-Administration in Berlin (im Amtsbereich des Ministers Graf von der Schulenburg-Kehnert); wahrscheinlich war er an den Zeichenarbeiten für die Schulenburgsche Landesaufnahme beteiligt. Die Kartenblätter des Schulenburg-Schmettauschen Kartenwerks sind nicht signiert und lassen daher den jeweiligen Zeichner und Kartenstecher nicht erkennen. In dieser Zeit erlernte er den Kupferstich. Zwischen 1782 und 1784 fertigte er Handzeichnungen von zahlreichen Gegenden Brandenburgs für Schulenburg-Kehnert und das Militair-Departement. Im Jahr 1783 sind erste Kartenveröffentlichungen als Beilagen zu Büchern von ihm dokumentiert (ein Plan von Danzig, eine Karte der jungen USA); dies war der Beginn intensiver kartographischer Publikationstätigkeit bis 1807. Zwischen 1785 und 1789 war mehrfach als Kupferstecher tätig.
Die Königlich-Preußische Akademie der Wissenschaften zu Berlin hatte 1748 das Monopol zur Kartenproduktion in Preußen sowie das Privileg der Erhebung einer Stempelgebühr für importierte Karten erhalten. Der mit dem königlichen Monopol verbunden kartographische Publikationsanspruch konnte erst mit der Bestellung von Johann Christoph Rhode als Geograph der Akademie realisiert werden. 1786, im Alter von nur 32 Jahren, erfolgte die Berufung Sotzmanns zum Geographen der Kgl. Preußischen Akademie der Wissenschaften zu Berlin als Nachfolger von Rhode, vor allem auch aufgrund seiner herausragenden Fertigkeiten als Kupferstecher. Dadurch erhoffte man sich offenbar eine Reduzierung der Kosten für die von ihm zu schaffenden Karten und Atlanten der Akademie. Am 1. November 1786 erhält Sotzmann die mit jährlich 100 Talern dotierte Position. Ab 1787 ist er „Geheimer expedierender Sekretär und Kalkulator“ beim Ingenieur-Departement des Oberkriegs-Kollegiums. Aus dieser Zeit ist von ihm überliefert: „Nettigkeit der Zeichnung, Korrektheit in Absicht der Namen, Gränzen und Eintheilung, Vollständigkeit und Akkuratesse in Zeichnung der lokalen Beschaffenheit und des Terrains sind die Vorzüge seiner Karten. Man muß gestehen, daß er die großen Hilfsmittel, die er gehabt, und die besondere Verbindung, worin er gestanden, auf das treueste benutzt hat.“ (zeitgenössisches Zitat über Sotzmann, 1796)
Seine Karte von 1789 "Prospectus Regnis Borussiae tam Orientalis quam Occidentalis emendatior, et ad statum praesentem concinnatus jussu et auspiciis
ACAD. REG. SCIENT. et ELEG. LITT. a I. C. R. A. G." ist eines der frühesten Werke, das Preußen in West- und Ostpreußen teilt. Auf der Kartusche erklärt der Autor die Illumination der Karte: „Was zum Ostpreussischen Cammer Departement gehöret“ ist gelb koloriert, das Litauische rot und das
Westpreußische grün. Erst Sotzmanns Karten zeigen ausdrücklich die Gliederung Preußens in Kammer-Departements, wobei in den früheren Werken die traditionelle Einteilung Preußens im Vordergrund steht.
1791 entwarf er seinen ersten Erdglobus als Gegenstück zu einem Himmelsglobus von Johann Elert Bode (1747–1826), den dieser 1790 im Verlag David Beringer in Nürnberg herausgegeben hatte. Mit insgesamt 36 detaillierten Reiserouten auf den Segmenten stellten seine Globen einen wichtigen Beitrag zur Entdeckungsgeschichte des 18. und frühen 19. Jahrhunderts dar. Sotzmann und Bode produzierten noch weitere Globen, die in den Jahren 1804 und 1808 vom Verlag Johann Georg Franz in Nürnberg vertrieben wurden.
Sotzmann sorgte 1795/96 durch einen eigenen Schulatlas für den Ersatz des alten Akademie-Atlas, dessen Platten überdies so abgenutzt waren, dass Sotzmann sich schämte, davon noch Abzüge anfertigen zu lassen.
1802 erfolgt die Ernennung zum Kriegsrat. 1810 führt er die Berechnung der Fläche Preußens im Auftrag des Kgl. Preußischen Statistischen Bureaus aus. Im Jahr der Begründung der preußischen Landesaufnahme, 1816, muss Sotzmann nach langjährig hoher Schaffenskraft aufgrund zunehmender Sehschwäche seine kartographische Tätigkeit einstellen und erblindet allmählich. 1825 wird er „wegen großer Versehen im Amte“ (s. Ratzel) in den Ruhestand versetzt. Er stirbt 1840 im hohen Alter in Berlin.
Daniel F. Sotzmann kann als Begründer der gewerblichen Kartographie in Berlin bezeichnet werden. Mit seinem Namen sind mehr als 400 Titel verknüpft, die einzelne Kartenblätter, mehrblättrige Kartenwerke, Atlanten und Globen, aber auch Aufsätze und Rezensionen umfassen. Er fertigte dabei auch viele außereuropäische Karten, z. B. von den Bundesstaaten der 1776 unabhängig gewordenen nordamerikanischen Konföderation, aufgrund derer er gerade auch im nordamerikanischen Raum sehr bekannt ist. Allein von den von ihm gezeichneten und meist auch publizierten Karten sind – jeweils nur die 1. Auflage gerechnet – 285 Titel nachweisbar. Von nachhaltiger Bedeutung sind die Bemühungen Sotzmanns um die Normierung von Zeichenschlüsseln und Kartenmaßstäben gewesen. In der Summe seines Lebenswerkes hat Sotzmann über 50 m² Karten geschaffen, was dem Fünffachen der Darstellungsfläche der Topographischen Karte 1:200.000 (TK 200) der Bundesrepublik Deutschland entspricht.
Daniel F. Sotzmann war in seiner Zeit einer der bedeutendsten deutschen Kartographen. Er entwickelte für die kleinmaßstäbige Kartographie richtungsweisende Darstellungsarten, z. B. mit der Einführung von abstrahierten Signaturen als graphische Hauptelemente. Durch Sotzmanns vielseitige Verbindungen zu staatlichen und wissenschaftlichen Stellen und die damit verbundenen Informationen unterschieden sich seine Veröffentlichungen in Zuverlässigkeit, Informationsreichtum und Aktualität qualitativ deutlich von anderen zeitgenössischen Kartenpublikationen zum Gebiet Preußens. Hinzu kam, dass er in seine Tätigkeit Erkenntnisse aus der Mathematik, dem Ingenieurwesen und der Vermessungstechnik einbezog und ein talentierter Zeichner und Graveur war. Sotzmanns Arbeiten legten den Grundstein für Berlins Bedeutung als eine Stätte der Kartographie von Weltruf. Seine Werke wurden von Fachleuten, unter ihnen Napoleon I., wegen ihrer inhaltlichen Zuverlässigkeit und graphischen Eleganz hoch geschätzt. Viele Kartographen des frühen 19. Jahrhunderts beriefen sich mit einem Quellenhinweis ihrer Produkte auf Werke von Sotzmann, was zeigt, dass er einer der gefragtesten deutschen Kartographen seiner Zeit war.
Der „Kriegsrath und Geh. exp. Sekretär und Calculator wie auch Geograph der Königlichen Akademie der Wissenschaften“ wohnte von 1806 bis 1808 in der Leipziger Str. 36. Er war der letzte, der den Titel eines Geographen bei der Kgl. Preußischen Akademie der Wissenschaften zu Berlin trug.

## Familie
Sotzmann war zweimal verheiratet. Am 5. April 1779 ehelichte er in Sandau die neun Jahre ältere Johanna Eleonora Lochmann (1745–1835), Tochter eines kurfürstlich-sächsischen Holzverwalters in Zeitz. 1781 wird der Sohn Johann Daniel Ferdinand, 1782 die Tochter Johanna Philippine geboren. 1802 wurde die Ehe geschieden. Im Jahr 1806 heiratete Sotzmann ein zweites Mal und zwar Elisabeth Maria Luisa Engelhardt, geb. Davids. Aus dieser Ehe stammt seine Tochter Emilie.

## Werke (ausgewählte)

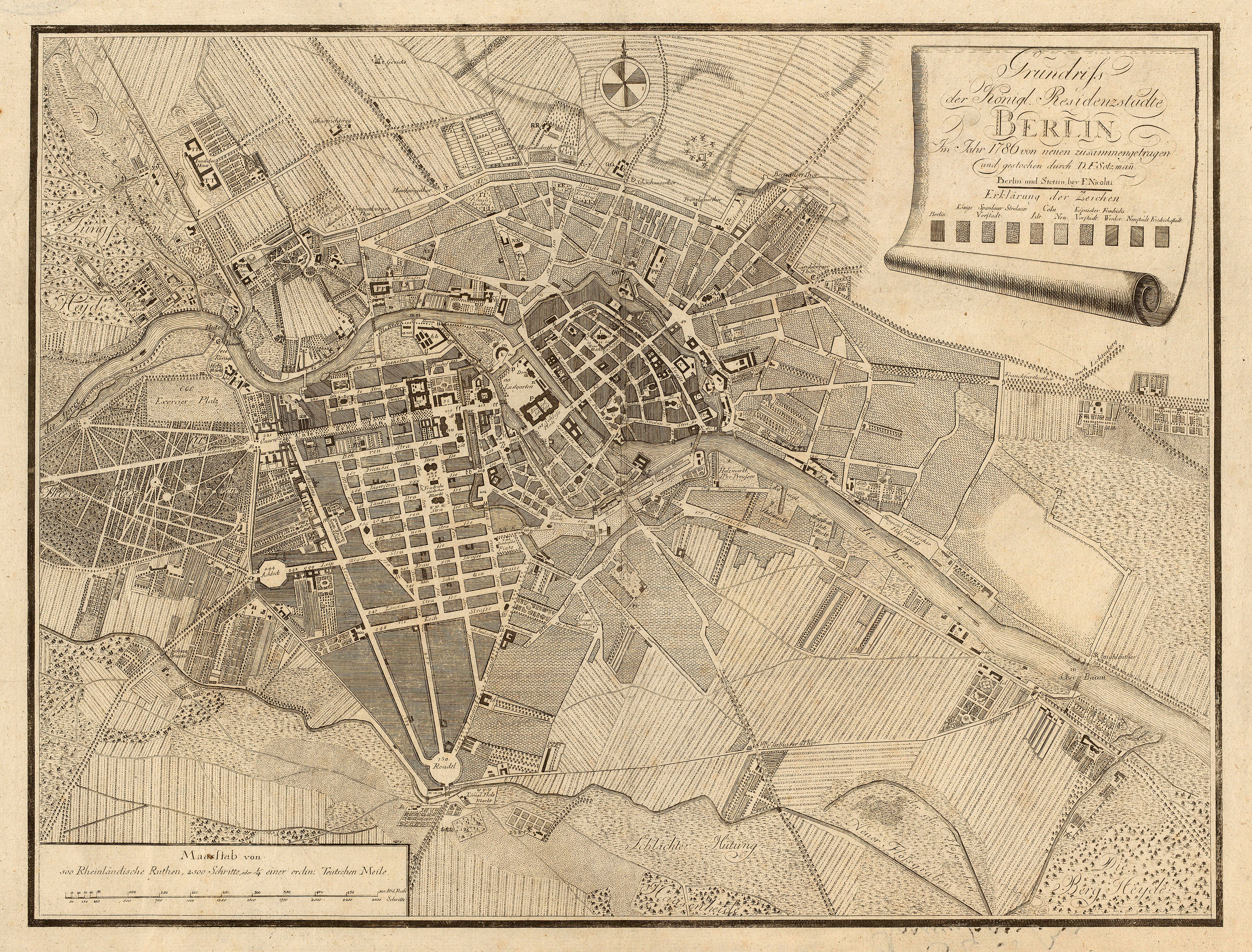
Karte Berlins von D. F. Sotzmann aus dem Jahr 1786

- Die Vereinigten Staaten von Nordamerika, 1804
- Karte des nördlichsten America, nach der zweiten Ausgabe von Arrowsmith’s grosser Mercator-Karte in acht Blatt, 1791
- Specialkarte von der Mittelmark, ca. 1: 300.000, 1791[1]
- Special Charte von den WESTPHÄLISCHEN PROVINZEN Cleve, Geldern, Meurs [Moers], Marck, Ravensberg, Minden, Lingen und Tecklenburg, nebst den angrenzenden Ländern, 1: 300.000, 1788
- Generalcharte von der ALTEMARCK, 1:200.000, 1788
- Der Lebusische Kreis, 1789
- Der Zauch- und Luckenwaldische Kreis, 1789
- Karte vom Herzogtum Pommern, 1789
- Prospectus Regnis Borussiae tam Orientalis quam Occidentalis emendatior, et ad statum praesentem concinnatus jussu et auspiciis
- Ueber des Antonius von Worms Abbildung der Stadt Köln aus dem Jahre 1531. DüMont-Schauberg, Köln 1819 (Digitalisat)

ACAD. REG. SCIENT. et ELEG. LITT. a I. C. R. A. G.
- Karte des Königl. Preuß. Herzogthums Vor- und Hinterpommern, 1789
- Karte vom Herzogthum Pommern, 1794
- Special-Karte von der PRIGNITZ, 1:180.000, 1795 (s. weblink)
- Special-Karte von der UKERMARK, 1:180.000, 1796
- Berlin oder Darstellung der interessantesten Gegenstände dieser Residenz: ein Handbuch für Fremde und Einheimische, Oemigke Verlag, 2. Auflage 1798
- Special-Karte vom HERZOGTHUM MAGDEBURG, der Grafschaft Mansfeld, den Fürstenthümern Anhalt und Blankenburg, und der Abtey Quedlinburg, nebst dem grösten Theil der Altmark, des Fürstenth[ums] Halberstadt, der Grafs[chaft] Wernigerode, 1:200.000, 1800
- General-Karte von den König. PREUSSISCHEN STAATEN, 1:350.000, 1799
- Karte von dem nördl. Theil des Ober Saechsischen Kreises, 1800
- Karte von einem Theil der Nordwestlichen Küste von America zu der Reise des Capit George Vancouver in den Jahren 1792, 1793 und 1794 verjüngt gezeichnet von D.F. Sotzmann 1800
- General-Karte – zugleich Postkarte – von den sämtlichen Königlich Preussischen Staaten 1802 – Geographisch-statistisches Repertorium (gemeinsam mit Adam Christian Gaspari).
- Die Erdkugel worauf alle Entdeckungen welche der Captain Jacob Cook auf seinen 3 großen Weltreisen vom Monath April 1768 bis zum 14. Februar 1779, und nach ihm die Engl. Schiffscapit. Portlock und Nixon in den Jahren 1785 und 1788 gemacht haben, befindlich sind. Nach astronomischen Beobachtungen entworfen im Jahre 1791 von D.F. Sotzmann, verbessert und vermehret 1804 und 1808. J.W. Schleuen sculps. Berlin, Nürnberg: Franz 1808. (ein Globus von 1804 ist im Globenmuseum Wien ausgestellt, s. Weblinks)
- Fahrt des Lieut. William Bligh von Tofoa nach Timor im Jahr 1783 in dem Boote der Bounty (Staatsbibliothek Berlin SBB_IIIC_Kart. T 12610)
- Das Königr. Sachsen mit den Kurfürstlich- und Herzöglich Saechsischen Laendern. 1809
- Specialkarte von dem Herzogthum Magdeburg und der Altemark, den Fuerstenthuemern Anhalt und Blankenburg, der Grafschaft Mansfeld und der Abtey Quedlinburg nebst dem groesten Theil des Fuerstenthums Halberstadt, der Grafsch. Wernigerode, des Amts Elbingerode etc. und einem Teil der angrenzenden Provinzen von Braunschw. Lueneb. und Wolfenb. der Prignitz, Mittelmark u. Sachsen / im Jahre 1800 in II Sectionen entworfen von D. F.Sotzmann … und von demselben vermehrt und verbessert im Jahre 1813. Berichtigt im Jahre 1816 durch C. F. Kloeden (s. Weblink)
- Erdglobus von 11/2 Pariser Fuss nach den besten astronomischen Bestimmungen, vorzüglichsten See- und Landkarten, neuestn Entdeckungen und eigenen Untersuchungen, mit Bezeichnung der Reiserouten der merkwürdigsten Seefahrer; von 1808 (der Globus ist im Globenmuseum Wien ausgestellt, s. Weblink)

Sotzmanns Werk wurde mit einem detaillierten Beitrag „Ein Spandauer kartiert die Welt“ im Rahmen der Ausstellung „Die Vermesser am Fluss“ im Rathaus Berlin-Spandau vom 24. März 2010 bis 28. April 2010 gewürdigt.

## Sonstiges

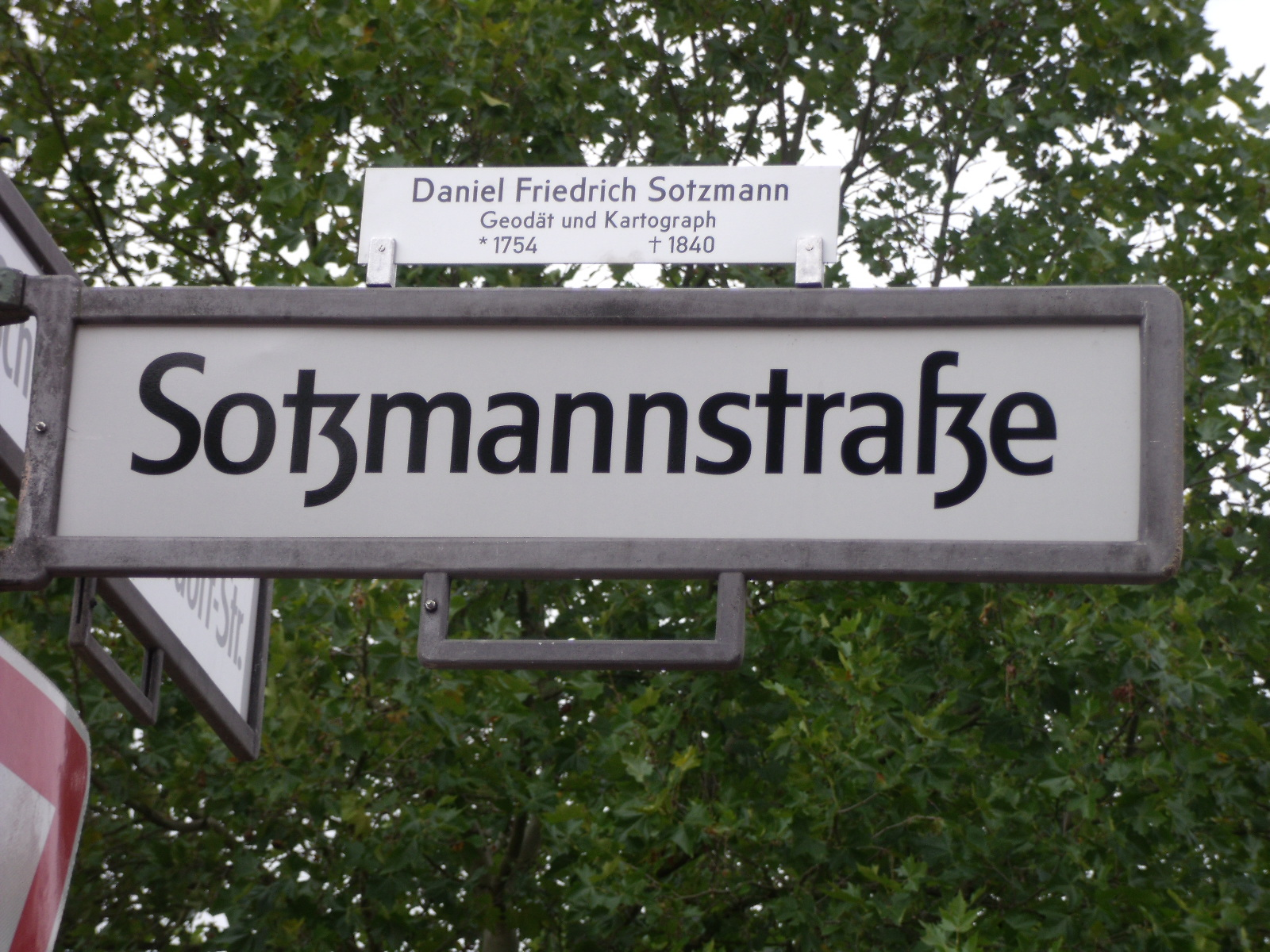
Sotzmannstraße in Berlin

Nach Sotzmann ist in Berlin zum August 2010 die Sotzmannstraße im Bezirk Spandau benannt worden.